# Пристав
Пристав — название должностного лица в системе управления государством на Руси (России).
В истории России царского и имперского периодов известны множество приставов, в различных сферах деятельности государства: судебный, сословный, церковный, частный, становой, винный, соляной и прочие. В допетровских временах именовался также ябедник. Татарский пристав для сбора податей и надзора за исполнением ханских повелений — баскак.

## Определения
При́став — надсмотрщик, надзиратель, смотритель, вообще должностное лицо, приставленное к чему-либо.
При́став — исполнительный чин (чиновник) на Руси (позже в России), в обязанности которого включалось сопровождение и выполнение важных общественных и государственных поручений.
В Москве приставами назывались исполнительные чины, на которых возлагались какие-либо особые поручения, например сопровождение иностранных послов, для чего выбирались лица из знатнейших семейств. В более узком смысле пристав — чиновник по судным делам, на обязанности которого лежал вызов на суд ответчика и свидетелей, а также производство взысканий по определению суда. Так как свои обязанности эти приставы исполняли по неделям, то и назывались недельщиками.

## Происхождение понятия
Точное время появления слова «пристав» неизвестно, однако глагол «приставить» восходит к старославянскому глаголу «ставити», при этом корень -став- имеет родственные корни во многих европейских языках, в том числе в латинском языке (instaurare, restaurare).
Слово «пристав» было известно ещё в Великом Новгороде, где приставами назывались люди, мирившие тяжущихся на суде посадника. Существовали в Новгороде и приставы на судей. Так называли людей, которых при поступлении жалоб на проволочку Вече приставляло к судьям для скорейшего разрешения дела.

## Исторические виды приставов
Истории известны множество видов приставов: судебный, сословный, церковный, частный, становой, винный, соляной и прочие. Приставы были как великорусские и царские, так и архиерейские. И если в XVII веке великорусских и царских приставов уже не встречалось, то вот архиерейские приставы были упразднены только после собора 1667 года вместе с другими светскими архиерейскими чиновниками.
В XVIII веке большое значение для государственной казны приобрели продажи соли и вина, которые реализовывались в специализированных солевых и винных магазинах. За соблюдением порядка акцизной торговли вином и солью от казны следили винные и соляные приставы. Немного позднее появились становые, участковые и прочие виды приставов.
Становой пристав — полицейская должность, учреждённая Положением о земской полиции 1837 года. Становые приставы назначались губернским начальством. Земский суд передавал становым приставам приказания и требования и наблюдал за их исполнением, без права принимать против становых приставов принудительные меры; исправник относился к ним не лично, а через земский суд. На становом приставе лежали все исполнительные, следственные, судебно-полицейские и хозяйственно-распорядительные дела: «он прекращал всякого рода ссоры, драки, буйство и бесчиние; наблюдал, чтобы не было чинимо и допускаемо действий и поступков запрещённых; о всяком чрезвычайном происшествии доносил кому следует; побуждал обывателей принимать меры к истреблению вредных насекомых, хищных зверей и т. д.; доносил в установленное время полицейскому управлению о видах на урожай хлебов и трав и об окончательной уборке с полей хлеба».
Участковый пристав — полицейская должность, учреждённая в ходе реформы городской полиции 1866-67 годов. С образованием Градоначальств (1875) к ведению участкового пристава, помимо надзора за порядком, проверки полицейских постов и прочего, были отнесены также сыск лиц и имущества, выдача отсрочек на проживание в столице и некоторые другие функции.
Судебный пристав В результате Судебной реформы 1864 года был создан институт судебных приставов — чиновников, приводивших в исполнение решения суда по гражданским делам. Судебные приставы состояли при мировых съездах, окружных судах, судебных палатах и кассационных департаментах сената. Обязанности судебных приставов, состоявших при судебных палатах и кассационных департаментах сената, существенно отличались от обязанностей судебных приставов, состоявших при окружных судах и мировых съездах. На первых возлагались лишь сообщение тяжущимся повесток и бумаг и исполнение действий, поручавшихся им первоприсутствующим в кассационном департаменте сената или председателем судебной палаты; на судебных приставов, служащих при окружных судах, возлагались, сверх того, исполнение судебных решений, а на судебных приставов, состоящих при мировых съездах,- и охранение наследств, передача и отсылка по принадлежности денег и других ценностей. Судебные решения обращались к исполнению судебными приставами лишь по просьбе заинтересованной стороны. Суд наблюдал за правильностью действий судебных приставов, требуя от них строгой отчетности, как денежной, так и по делопроизводству, и привлекал их к ответственности за упущения или злоупотребления по службе.
Думский пристав Последними из известных приставов стали думские приставы — лица, заведовавшие поддержанием порядка в Государственной Думе. Думские приставы по указанию председателя имели право применить к депутатам силовые меры за нарушение распорядка. Приставы стаскивали с трибуны тех, кого председатель лишал слова, разнимали дерущихся крайне правых и крайне левых и вообще внушали депутатам мысль, что их неприкосновенность отнюдь не означает безнаказанности. Один раз рука думского пристава даже спасла российский либерализм, остановив знаменитого черносотенца Пуришкевича, когда тот уже готов был запустить тяжёлым графином в лидера кадетов Милюкова.

## В настоящее время
В современной России нашлось место только судебным приставам. Федеральный закон от 21 июля 1997 года № 118-ФЗ «О судебных приставах» устанавливает, что в зависимости от исполняемых обязанностей судебные приставы подразделяются на судебных приставов, обеспечивающих установленный порядок деятельности судов, и судебных приставов-исполнителей, исполняющих судебные акты и акты других органов (пункт 1 статьи 4).
Само же слово «пристав» неоправданно забыто и самостоятельно используется только в качестве устаревшего. Ни указанный Федеральный закон, ни иные нормативные правовые акты не используют отдельного понятия «пристав» даже в качестве сокращения от «судебного пристава».